# Buzău (distrikt)
 For alternative betydninger, se Buzău (flertydig). (Se også artikler, som begynder med Buzău)
Buzău  er et distrikt (județ) i Muntenien i Rumænien med 496.214 (2002) indbyggere. Hovedstad er byen Buzău.

## Byer
- Buzău
- Râmnicu Sărat
- Nehoiu
- Pogoanele
- Pătârlagele

## Kommuner
| - Amaru - Bălăceanu - Balta Albă - Beceni - Berca - Bisoca - Blăjani - Boldu - Bozioru - Brădeanu - Brăești - Breaza - Buda - C.A. Rosetti - Calvini - Cănești - Cătina - Cernătești - Chiliile | - Chiojdu - Cilibia - Cislău - Cochirleanca - Colți - Costești - Cozieni - Florica - Gălbinași - Gherăseni - Ghergheasa - Glodeanu Sărat - Glodeanu-Siliștea - Grebănu - Gura Teghii - Largu - Lopătari - Luciu - Măgura | - Mărăcineni - Mărgăritești - Mânzălești - Merei - Mihăileşti - Movila Banului - Murgeşti - Năeni - Odăile - Padina - Pardoşi - Pănătău - Pârscov - Pietroasele - Podgoria - Poşta Câlnău - Puieşti - Racoviţeni - Râmnicelu | - Robeasca - Ruşeţu - Săgeata - Săhăteni - Săpoca - Săruleşti - Scorţoasa - Scutelnici - Siriu - Smeeni - Stâlpu - Tisău - Topliceni - Ţinteşti - Ulmeni - Unguriu - Vadu Paşii - Valea Râmnicului - Valea Salciei | - Vâlcelele - Verneşti - Vintilă Vodă - Vipereşti - Zărneşti - Ziduri |

## Demografi
45°16′N 26°46′Ø / 45.27°N 26.77°Ø